# Peperomia tuberosa
Peperomia tuberosa är en pepparväxtart som beskrevs av Philipp Filip Maximilian Opiz. Peperomia tuberosa ingår i släktet peperomior, och familjen pepparväxter. Inga underarter finns listade i Catalogue of Life.